# Batalla del Cerro del Borrego

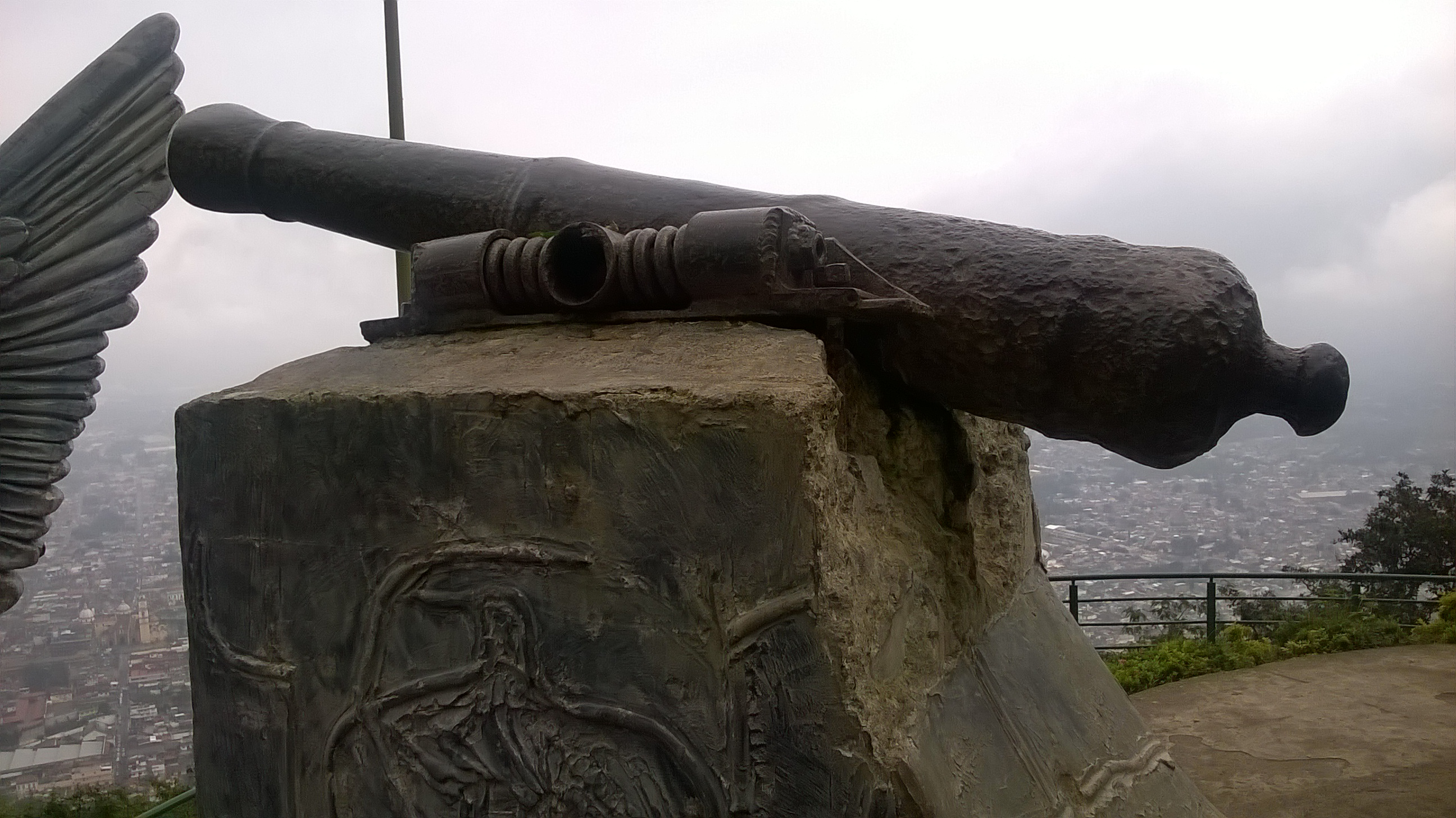
Ca̪ñones utilizados en la batalla.

La batalla del Cerro del Borrego tuvo lugar el 13 de junio de 1862 en el cerro del Borrego, ubicado en Orizaba, en el estado de Veracruz, México, entre elementos del ejército mexicano de la república al mando del general Jesús González Ortega y tropas francesas al servicio del Segundo Imperio francés durante la segunda intervención francesa en México, el resultado fue una victoria francesa. 
Antes de que la división del general González Ortega se incorporara en San Andrés Chalchicomula a la columna del general Ignacio Zaragoza, recibió órdenes de pasar por Perote, con el fin de salir al norte de Orizaba por el rumbo de la Perla y tomar el ramal de la sierra del Cerro del Borrego, muy cercano a la ciudad de Orizaba. 
En la noche del 13 al 14 de junio de 1862, la división de Zacatecas fue descubierta y desalojada de su posición por las tropas francesas que la hicieron huir.